# هاشم رجب‌زاده
هاشم رجب‌زاده محقق و مترجم ایرانی، متولد ۱۳۲۰ در تهران است. او در سال ۱۳۴۳ موفق به اخذ درجه لیسانس حقوق از دانشگاه تهران و در سال ۱۳۵۱ دکتر حقوق علوم انسانی از همان دانشگاه گردید. نام پایان‌نامه دکترای وی «آئین کشورداری در وزارت رشیدالدین فضل‌الله همدانی» است. هاشم رجب‌زاده از سال ۱۳۴۹ تا ۱۳۶۱ عضو وزارت امور خارجه ایران بوده‌است و از سال ۱۳۶۱ تا ۱۳۹۲ استادی زبان و ادب فارسی را در دانشگاه مطالعات خارجی اوساکا برعهده داشته‌است. هاشم رجب زاده در ۲۳ اردیبهشت سال ۱۳۸۸ شمسی در طی مراسمی که هر ساله برگزار می‌شود، نشان گنجینهٔ مقدس（ずいほうしょう、The Insignia of the Order of the Sacred Treasure） را از دست امپراتور ژاپن به پاس تلاش‌هایش جهت معرفی فرهنگ و تمدن ایران به ژاپن و شناساندن فرهنگ و ادب ژاپن به ایرانیان و همچنین ۲۷ سال تدریس مداوم ایرانشناسی و تدریس فارسی در دانشگاه‌های ژاپن دریافت کرد.

## آثار
- آیین کشورداری در عهد وزارت رشیدالدین فضل الله همدانی، چاپ توس ۱۳۵۵
- تاریخ ژاپن از آغاز تا معاصر: نگاهی به زمینه‌ها و مایه‌های فرهنگ و تمدن امروز سرزمین آفتاب، تهران، مؤلف ۱۳۶۵
- اندیشه و احساس در شعر معاصر ژاپن ۱۳۵۸
- تعلیم خط (نسخ، نستعلیق، شکسته) خط و خوشنویسی فارسی، چاپ دانشگاه مطالعات خارجی اوساکا ۱۹۸۸
- زبان احترام یا تعارف در فارسی: لفظ مؤدبانه و فروتنانه، دانشگاه مطالعات خارجی اوساکا
- گفت‌وگو به فارسی، دانشگاه مطالعات خارجی توکیو ۱۹۹۰
- برخی از مثل‌ها و تعبیرات فارسی (ادبی و عامیانه)، مشهد مؤسسه چاپ و آثار استان قدس رضوی ۱۳۷۲، چاپ دوم
- خواجه رشیدالدین فضل الله همدانی، بنیانگذاران فرهنگ امروز، طرح نو، ۱۳۷۷[۳]
- اندیشه و احساس در شعر معاصر ژاپن ۱۳۵۸
- قصه‌های ژاپنی ۱۳۶۳
- گل صدبرگ (گزینه‌ای از اشعار کهن ژاپنی)
- چنین گفت بودا
- ترجمه سفرنامه‌های ژاپنی بوتجان، یوشیدا، سفرنامه و خاطرات آشی کاگا، سفرنامه فوروکاوا[۴]
- بهره ژاپن - مشاهدات مهدیقلی هدایت (مخبر‌السلطنه) از ژاپن هنگام سفر وی و میرزا‌علی اصغرخان اتابک (صدراعظم) به مکّه معظمه از طریق چین ـ ژاپن ـ امریکا.
- سفرنامه ایران - مشاهدات مسافر ژاپنی از ایران در سال 1320 ﻫ.. ق. در سفری به ماورالنهر، ایران و قفقاز.
- سفرنامۀیه‌ناگا - ژاپن و تجارت تریاک در ایران. به پیوست گزارش رسمی یه‌ناگا دربارۀ تجارت تریاک ایران و گزارش سفر و مأموریت کوبوتا شیروء در ایران
- سفرنامۀ ایران و ورارود - بخشی از کتاب چهل هزار فرسنگ از شمال به جنوب جهان.(1328ﻫ. ق./1910م.).
- سفرنامۀ سوزوکی شین جوء - پیاده‌گردی راهب بودایی ژاپنی در شمال و شرق ایران. به پیوست مقالۀ انتقادی دربارۀ نهضت مشروطه‌خواهی. (1323ق. 6/1905م.).
- سفرنامۀ ناکامورا - مسافر فقیر ژاپنی در ایران.(1320ق. / 1902م.)
- پنج سفرنامه - ژاپنی‌های دیدارکننده از ایران دهۀ 1300خورشیدی /1920میلادی.
- یازده سفرنامه - ژاپنی‌های دیدارکننده از ایران دهۀ 1300- 1310 خورشیدی / 1931- 1341میلادی.
- چهارده سفرنامه -مجموع چهارده سفرنامه و خاطره‌نوشتۀ ژاپنی‌های دیدارکننده از ایران در سال‌های 1321 تا 1391 خورشیدی.
- سال 1357 در ایران بودم - انقلاب اسلامی ایران به روایت موریو اؤنو استاد فقید و مدیر مؤسسۀ فرهنگ خاوری دانشگاه توکیو.
- یاد و خاطره‌هایم از ایران - هیگاشی‌ناکا هیده‌ئو استاد زمین‌شناسی دانشگاه کیوتو ژاپن؛ خاطرات دو سال زندگی خود در ایران بین 1338 تا 1340 را به رشتۀ تحریر درآورده است.
- ایران سالِ 1320 - ایسودا یؤکؤ نقاش ژاپنی به همراه ایچی کاوا (وزیر مختار ژاپن در ایران)که برای گسترش روابط بین دو کشور به ایران سفر می‌کند؛ با ورود دولت‌های متجاوز انگلیس و شوروی، و فشار فزایندۀ آنها؛ خود و تمامی اعضای سفارت ژاپن مجبور به ترک ایران می‌شوند.

## مقالات
- وضعیت خلقیات ایرانیان در سفرنامه‌های ژاپنیان، نامه فرهنگستان سال سوم
- خیام‌شناسی در ژاپن (دانشگاه مطالعات خارجی اوساکا - ژاپن)
- راز سرنوشت مردم ژاپن، نظری به فرهنگ امروز ژاپن، بوشیدو در مجله دانشگاه تهران ۱۳۵۶[۵]
- از چشمه خورشید (یادداشتهایی از ژاپن)
- تفسیر آیه نور مؤلف: رشیدالدین فضل الله همدانی
- آراستن نامه به شعر
- ترسل
- جلایریان
- فواید تاریخی و اجتماعی رساله‌های رشیدالدین فضل الله
- ژاپن، به روایت «سفینه سلیمانی»
- سخنی از دیگرسوی شرق (در کتاب آسوکا و پارس: پیشروی فرهنگ ایرانی به شرق)
- شناخت اسلام و مطالعات اسلامی در ژاپن معاصر
- آوانس خان مساعد السلطنة: نخستین وزیر مختار ایران در ژاپن[۶]